# MH Görgey Artúr Vegyivédelmi Információs Központ
A Magyar Honvédség Görgei Artúr Vegyivédelmi Információs Központ a Magyar Honvédség két vegyivédelmi alakulata közül az egyik. A Magyar Honvédség csapatainak tevékenységének vegyivédelmi támogatása a haza védelme, a szövetségben vállalt kötelezettségek teljesítése és a békeműveletek sikere érdekében, az alárendelt alegységek felkészítésével, készenlétben tartásával, az anyagi-technikai eszközök készletképzésével, hadrafoghatóságának biztosításával.

## Története
Az alakulat 1969. szeptember 1-jén, Magyar Néphadsereg Sugárhelyzetértékelő és Tájékoztató Főközpont (MN SÉTFK ) néven, mint önálló hadrendi elem jött létre. 
A Főközpont életét folyamatos változások, átalakítások jellemezték, amelyben az 1995. év mérföldkövet jelentett, amikor is a MH SÉTFK visszakerült az MH Vegyivédelmi Főnökség közvetlen alárendeltségébe. Az át-alárendeléssel nemcsak a neve, szervezete és állománytáblája változott meg, hanem a feladatai is. 
A Főközpont új neve MH Vegyivédelmi Adatgyűjtő- Értékelő- és Tájékoztató Főközpont (MH VAÉTFK) lett, s alaptevékenységét az alábbiak szerint határozták meg: 
A vegyi-, sugár-, tűzhelyzetre vonatkozó információk gyűjtése, nyilvántartása, folyamatos elemzése, a káros következmények előrejelzése és értékelése; 
A Magyar Köztársaság területén az MH feladatait befolyásoló nukleáris, vegyipari és egyéb veszélyes objektumok, tényezők nyilvántartása, azok folyamatos elemzése, a bármely okból bekövetkező vegyi-, sugár- és tűzhelyzet értékelése; 
A Magyar Honvédség Automata Mérő és Adatgyűjtő Rendszere (AMAR) működtetése, az általa szolgáltatott adatok nyilvántartása. 
A katonai felső vezetés tájékoztatása a döntések megalapozása céljából. 
A NATO vegyi-, sugár-, és biológiai riasztási, értesítési rendszerének tanulmányozása. 
Az alakulat ezek alapján együttműködési kapcsolatot épített ki az akkori Nukleárisbaleset - elhárítási Kormánybizottság Titkárságával, a BM Baleseti Információs Központtal, a HM Együttműködési és Koordinációs Főosztályával és különböző nemzetközi szervezetekkel. 
A Főközpont az MH Vegyivédelmi Főnökség megszűnését követően, 1997. szeptember 1-től a HVK Műveletirányító Központ - a későbbi MH Összhaderőnemi Hadműveleti Központ - elődje szakmai és szolgálati alárendeltségébe került. 
Katonai szervezet 1998. áprilisától, 2005. január 30-ig az MH Vegyivédelmi Információs Központ (MH VIK) nevet viselte, majd 2005. január 30-án felvette az MH Görgey Artúr Vegyivédelmi Információs Központ nevet. 
A NATO csatlakozást követően szakmai tevékenységnek fontos részévé vált a NATO ABV Riasztási és Értesítési Rendszerének és más a szakmai tevékenységéhez kapcsolódó értékelő eljárások megismerése. 
A MH GAVIK szervezeti működése során számos NATO és nemzetközi ABV RIÉR és nukleárisbaleset-elhárítási gyakorlaton vett részt. 
A katonai szervezet életének szerves részévé vált tisztjeinek, tiszthelyetteseinek rendszeres továbbképzése hazai és külföldi gyakorlatokon, tanfolyamokon. 
Katonai szervezetünk az elmúlt három évtizedben a gyökeresen átalakuló Magyar Honvédségben kereste és meg is találta a helyét, illeszkedve a fejlődés globális következményeihez, igazodva a megváltozott igényekhez, bizonyítva létjogosultságát, szükségességét. 
2001. szeptember 1-én Nagytarcsa helyőrségbe diszlokált, majd a helyőrség megszűnését követően 2007. június 1-jén Budapestre került, ahol azóta is végzi tevékenységét. 
2005. április 1-én, változatlan alaprendeltetéssel, az MH Szárazföldi Parancsnokság alárendeltségébe került, az MH haderő-átalakítási folyamata keretében.
A központ 2005. január 30-án felvette az Görgey Artúr nevét, bár téves helyesírással.
A parancsnokság megszűnését követően 2007-ben a Magyar Honvédség Összhaderőnemi Parancsnokság vette át. 2019. óta a Magyar Honvédség Parancsnoksága alatt működik.

## Rendeltetése
Állami feladatként ellátandó alaptevékenysége: a vegyi-, biológiai- és sugárhelyzetre, a katonai környezetbiztonságra vonatkozó információk gyűjtése, nyilvántartása, folyamatos elemzése, a káros következmények előrejelzése és értékelése, a Magyar Honvédség felső vezetésének tájékoztatása a döntések megalapozása céljából.

## Feladata
- Az MH Atom-, Biológiai-, Vegyi Riasztási és Értesítési Rendszer (MH ABV RIÉR) irányítása.
- A Honvédelmi Katasztrófavédelmi Rendszerben Katasztrófavédelmi Operatív Csoportot (KOCS) működtetése.
- A Katonai Nemzeti ABV RIÉR Központ, valamint 24 órás ügyeleti szolgálataként az MH Vegyi-, Sugárfigyelő- és Helyzetértékelő Ügyeleti Szolgálat működtetése.
- Békeidőszakban és a magasabb készenlét időszakában a vegyi-, biológiai- és sugárhelyzetre vonatkozó adatok gyűjtésének, nyilvántartásának és folyamatos elemzésének a biztosítása.
- A Magyar Honvédség szervezeteinek veszélyeztetettségére vonatkozó információk gyűjtése, feldolgozása, a szakértékelések és számvetések elkészítése, naprakészen tartása.
- ABV veszély esetén az értesítés és a riasztás biztosítása.
- Az MH felső vezetésének a tájékoztatása a feldolgozott információk alapján.
- Polgári veszélyhelyzetben a nemzeti hatóságok tevékenységének támogatása, a polgári lakosság sebezhetőségének a csökkentése érdekében, az ABV helyzetre vonatkozó, a tömegpusztító fegyverek hatásaival kapcsolatos információk rendelkezésre bocsátásával.
- Részvétel az MH ABV RIÉR, valamint a HKR fejlesztésével, működésével és felkészítésével kapcsolatos rendelkezések kezdeményezésében, előkészítésében.
- Együttműködés, a szervezet számára meghatározott feladatok végrehajtása érdekében, az Országos Katasztrófavédelmi Rendszerben működő ágazatokkal és országos hatáskörű szervekkel, a HM Főosztályaival, Főcsoportfőnökségeivel, valamint a HM Védelmi Hivatallal és területi szerveivel, az MH ABV RIÉR-rel kapcsolatban a NATO illetékes-, illetve a sugárbiztonságról és kölcsönös értesítésről szóló kétoldalú egyezményekben érintett államok szakosított szervezeteivel, valamint az MH ABV RIÉR szervezeteivel.

## Szervezeti felépítése, alegységei
- Vezető szervek:
  - Parancsnokság
  - Törzs
  - Logisztikai Főnökség
  - Személyügyi Főnökség
  - Hadműveleti Főnökség
  - Kiképzési Főnökség
  - Ügyviteli Részleg

- Végrehajtó szervek:
  - MH Vegyi- és Sugárfigyelő és Helyzetértékelő Ügyeleti Szolgálat
    - MH Havária LAboratórium Osztály
      - Radiológiai Laboratórium
      - Mintavevő Csoport
      - Vegyi Laboratórium

  - MH Vegyi-, Nukleáris-Balesetelhárítási ás AMAR Üzemeltető Osztály
  - 1. Hadműveleti Értékelő Osztály
  - 2. Hadműveleti Értékelő Osztály